# Эгертон, Тэмсин
Тэмсин Эгертон (англ. Tamsin Egerton; род. 26 ноября 1988, Хэмпшир) — британская актриса.

## Биография
Тэмсин Оливия Эгертон-Дик родилась 26 ноября 1988 года в Хэмпшире, Англия. Она училась в школе Ditcham Park School, неподалёку от Питерсфилда в Хэмпшире. Сама Тэмсин вспоминает, что в школе она подвергалась издевательствам со стороны одноклассников. Позже, став слушательницей актёрских курсов, девушка подрабатывала в качестве няни и делила квартиру в Лондоне с двумя подругами. Работала в качестве фотомодели агентства «ICM models».
В 2000 году сыграла Марию в мюзикле «Таинственный сад» театра Шекспира. Дебютировала в кино в 2001 году.
В 2005 году Эгертон играла в британской комедии «Молчи в тряпочку» о весёлых буднях маленькой английской деревушки. В 2006 году снялась в 2 сценах фильма «Эрагон» в роли Катрины, дочери мясника, но при окончательном монтаже они были вырезаны и доступны для просмотра только на DVD. Далее следовали роли Эгертон в телевизионной комедии «Аббатство», а также роль в подростковой комедии «Одноклассницы» в том же 2007 году.
Главная роль в триллере «Остриё ножа» досталась Тэмсин в 2009 году, а далее была работа в очередном телепроекте под названием «Одноклассницы 2: Легенда о золоте Фриттона». Действие фильма проходит в школе, ученицы которой, мягко говоря, не отличаются особой дисциплинированностью.
В 2010 году Тэмсин снялась в сериале «Деньги», в комедии «Как выйти замуж за миллиардера», в криминальном триллере «4.3.2.1.». В 2011 году она появилась в историческом фэнтезийном сериале «Камелот», в котором сыграла одного из ключевых персонажей — Гвиневру.

## Личная жизнь
С 2012 года Тэмсин состоит в фактическом браке с актёром Джошем Хартнеттом. В ноябре 2015 года у пары родилась дочь. В первой половине 2017 года у супругов родилась вторая дочь. В конце 2019 года у пары родился третий ребёнок. В ноябре 2021 года Джош Хартнетт и Тэмсин Эгертон официально стали мужем и женой. В 2024 году Джош Харнетт подтвердил, что он и его жена являются родителями четверых детей.  

## Фильмография
| Год  |     | Русское название                           | Оригинальное название                             | Роль                          |
| ---- | --- | ------------------------------------------ | ------------------------------------------------- | ----------------------------- |
| 2001 | тф  | Туманы Авалона                             | The Mists of Avalon                               | юная Моргана                  |
| 2002 | с   |                                            | Sir Gadabout, the Worst Knight in the Land        | принцесса Эленора             |
| 2002 | с   | Наполеон                                   | Napoléon                                          | Бетзи                         |
| 2003 | тф  | Волшебник страны грёз                      | Hans Christian Andersen: My Life as a Fairy Tale  | Кейт Диккенс                  |
| 2004 | тф  | Шерлок Холмс и дело о шёлковом чулке       | Sherlock Holmes and the Case of the Silk Stocking | Миранда Хилхьютон             |
| 2005 | ф   | Молчи в тряпочку                           | Keeping Mum                                       | Холи Гудфеллоу                |
| 2006 | ф   | Уроки вождения                             | Driving Lessons                                   | Сара                          |
| 2006 | с   |                                            | Mayo                                              | Пэтти Физерс                  |
| 2006 | с   | Немой свидетель                            | Silent Witness                                    | Ханна Данкан                  |
| 2006 | ф   | Эрагон                                     | Eragon                                            | Катрина (сцена была вырезана) |
| 2007 | кор |                                            | Earthquake                                        | Зои                           |
| 2007 | тф  | Аббатство                                  | The Abbey                                         | Тиффани                       |
| 2007 | ф   | Одноклассницы                              | St Trinian's                                      | Челси Паркер                  |
| 2009 | тф  | Октавия                                    | Octavia                                           | Октавия                       |
| 2009 | ф   | Остриё ножа                                | Knife Edge                                        | Флора                         |
| 2009 | с   | Испытание и возмездие                      | Trial & Retribution                               | Имоджен                       |
| 2009 | ф   | Одноклассницы 2: Легенда о золоте Фриттона | St Trinian's 2: The Legend of Fritton's Gold      | Челси Паркер                  |
| 2010 | с   | Деньги                                     | Money                                             | Буч Бисолей                   |
| 2010 | ф   | 4.3.2.1.                                   | 4.3.2.1                                           | Кассандра                     |
| 2010 | ф   |                                            | Huge                                              | Кларисса                      |
| 2010 | ф   |                                            | The Story of F***                                 | Дэйзи                         |
| 2010 | с   |                                            | Bookaboo                                          | девушка                       |
| 2011 | ф   | Как выйти замуж за миллиардера             | Chalet Girl                                       | Джорджи                       |
| 2011 | с   | Камелот                                    | Camelot                                           | Гвиневра                      |
| 2013 | тф  |                                            | The List                                          | Делия                         |
| 2013 | ф   | Властелин любви                            | The Look of Love                                  | Фиона Ричмонд/Эмбер           |
| 2013 | с   |                                            | Psychobitches                                     | Нюнси Спрюнген                |
| 2013 | мф  | Джастин и рыцари доблести                  | Justin and the Knights of Valour                  | Лара, озвучка                 |
| 2013 | ф   | Торжественный финал                        | Grand Piano                                       | Эшли                          |
| 2014 | ф   |                                            | Queen and Country                                 | Офелия                        |
| 2014 | ф   | С любовью, Рози                            | Love, Rosie                                       | Салли                         |
| 2015 | ф   | Вне времени                                | The Lovers                                        | Лаура Феннел                  |
| 2015 | с   | Убийство Иисуса                            | Killing Jesus                                     | Клавдия Прокула               |
| 2016 | ф   | Братья из Гримсби                          | Grimsby                                           | Карла                         |
| 2019 | ф   |                                            | Balance, Not Symmetry                             | Фиона Миллер                  |